# Annot
Annot (* 27. Dezember 1894 in Berlin als Anna Ottonie Krigar-Menzel; † 20. Oktober 1981 in München) war eine deutsche Malerin, Kunstpädagogin, Kunstschriftstellerin und Pazifistin.

## Leben
Annot entstammt einer großbürgerlichen Akademikerfamilie. Ihr Vater Otto Krigar-Menzel war Ordinarius für theoretische Physik an der Technischen Universität Berlin, ihre Mutter Jacoba Krigar-Menzel, geborene Elling, ausgebildete klassische Sängerin. Zu ihren Taufpaten zählten der Komponist Johannes Brahms und der Maler Adolph Menzel, der auch ihr Großonkel war.
Ihre erste künstlerische Ausbildung erhielt sie an der Zeichen- und Malschule des Vereins der Künstlerinnen und Kunstfreundinnen zu Berlin. 1915 hatte sie Unterricht bei Lovis Corinth. Aus Protest gegen den Krieg verteilte sie 1916 eine pazifistische Denkschrift des Fürsten Lichnowsky und kam für 30 Tage ins Gefängnis. Von 1917 bis 1918 lebte sie in Oslo, wo sie sich weiter für den Frieden engagierte. 1920 erfolgte die Rückkehr nach Berlin, wo sie sich in der Deutschen Liga für Menschenrechte und deren Vorgängerorganisation Bund Neues Vaterland sowie der Internationalen Frauenliga für Frieden und Freiheit engagierte.
Nach einer kurzen Ehe mit dem norwegischen Pianisten Birger Hammer heiratete sie 1923 den Maler Rudolf Jacobi. Mit ihm  lebte sie von 1923 bis 1926 in Positano. Am 22. Mai 1925 wurde die Tochter Stella Diana geboren; für die Geburt reiste Annot nach Berlin. 1926 ging sie zur weiteren künstlerischen Ausbildung nach Paris an die Malschule von André Lhote. Zusammen mit ihrem Mann eröffnete sie 1928 in Berlin die Malschule Annot. 1929 kam der Sohn Frank-Arne zur Welt.  Annot war Mitglied der Berliner Sezession. 1930 beteiligte sie sich mit einem Tafelbild, das sie mit ihrem Ehemann zeigt, an deren Frühjahrsausstellung. Sie war u. a. 1932 auf der Großen Berliner Kunstausstellung vertreten.
Sie setzte sich weiter öffentlich für Frieden und Abrüstung ein und veröffentlichte u. a. im Querschnitt (Heft 2/1932, S. 129–131) im Zusammenhang mit der Genfer Abrüstungskonferenz den Essay Um die Abrüstung, in dem sie feststellt „Der Frieden ist eine zu ernste Sache, als dass man sie nur den Militärs überlassen könnte.“
1933 wurde dem Ehepaar die Lehrererlaubnis durch die Nationalsozialisten entzogen, so dass sie die Schule schließen mussten. Ein Grund war ihre Weigerung, jüdische Schülerinnen zu entlassen.
Annot emigrierte 1934 mit ihrem Ehemann in die USA, wo sie die „Annot Art School“ im Rockefeller Center in New York gründete.
In den Vereinigten Staaten wurde sie unter anderem von der Galerie Marie Sterner und den Van Damien-Lilienfeld Galleries vertreten. 1935 wurde ihr Bild Käthe Kruse und ihre Kinder (heute im Besitz des Stadtmuseums Berlin) bei der 44. Jahresausstellung der Malerinnen und Bildhauerinnen in New York City mit der Goldmedaille ausgezeichnet. Ihren Lebensunterhalt verdiente sich Annot auch mit Vorträgen über Kunst und als Innenarchitektin und Raumgestalterin. Das Ehepaar engagierte sich weiterhin in der Friedensbewegung (Quaker), was in den USA ab dem Kriegseintritt 1942 nicht mehr politisch konform war.
1956 zog Annot mit ihrem Ehepartner nach Puerto Rico zu dem Freund Pablo Casals. Auch hier setzte Annot ihr pazifistisches Engagement fort, indem sie sich gegen die atomare Aufrüstung einsetzte. 1967 kehrten Annot und Rudolf Jacobi nach Deutschland zurück und siedelten sich in München an.
1977 wurden ihre Arbeiten im Haus am Lützowplatz in Berlin und 1978 in der Galerie Von Abercron in Köln erstmals wieder der deutschen Öffentlichkeit präsentiert.

## Darstellung Annots in der bildenden Kunst
- Rudolf Jacobi: Porträt Annot Jacobi (Öl, 100 × 80 cm, 1923; Museum Kunst der Verlorenen Generation, Salzburg)[5]

## Künstlerisches Werk
1928 bis 1930 schuf Annot den Gemäldezyklus Das Gesicht der berufstätigen Frau, der Porträts etwa einer Chirurgin, einer Juristin und einer Krankengymnastin umfasst. Annelie Lütgens schreibt über diese Darstellungen: „Annot verbindet mit den einzelnen Porträts eine allgemeine Würdigung und psychologische Zustandsbeschreibung der berufstätigen Frau um 1930.“ Stilistisch unter anderem  vom französischen Impressionismus beeinflusst, zeichnen sich Annots Werke aus dieser Zeit durch eine lockere, großzügige Oberflächenbehandlung aus.
1937 wurden in der Aktion „Entartete Kunst“ drei ihrer Werke aus öffentlichen Sammlungen in Berlin beschlagnahmt und zerstört.

## Werke

### 1937 als „entartet“ aus deutschen öffentlichen Sammlungen beschlagnahmte Werke
- Harz im Winter (Öl; Nationalgalerie Berlin im Kronprinzen-Palais. Verbleib ungeklärt.)
- Mädchen mit Sonnenschirm (Öl auf Leinwand, 65 × 50 cm, 1931; Nationalgalerie Berlin im Kronprinzen-Palais. Zerstört.)
- Georginen und Gladiolen (Aquarell; Stadtbesitz von Berlin. 1940 zur „Verwertung“ auf dem Kunstmarkt an den Kunsthändler Bernhard A. Böhmer. Verbleib ungeklärt.)

### Weitere Werke (Auswahl)
- Selbstporträt, Bleistift/Aquarell (66,5 × 48 cm), um 1925: Berlinische Galerie, Berlin
- Paar, Aquarell (66,5 × 48 cm), um 1925: Berlinische Galerie, Berlin
- Käthe Kruse und ihre Kinder, Stadtmuseum Berlin.